# Віденський університет прикладних мистецтв
Віденський університет прикладних мистецтв (нім. Universität für angewandte Kunst Wien) — заклад вищої освіти у Відні, художня академія. Має університетський статус з 1970 року.

## Історія
Університет було засновано 1863 року як Віденську школу мистецтв (нім. Kunstgewerbeschule) за прикладом Лондонського музею Південного Кенсінгтона, для поглибленого навчання дизайнерів та майстрів.
На момент відкриття, це була перша школа такого типу в Європі. 1941 року школа стала закладом вищої освіти. З 1941 по 1945 вона називалась Державна вища школа прикладного мистецтва (нім. Reichshochschule fuer angewandte Kunst), а 1948 року стала академією. 1970 року академія отримала статус університету, а 1998 року заклад був перейменований у Віденський університет прикладних мистецтв.
Серед студентів та викладачів університету були такі відомі митці, як Густав Клімт, Оскар Кокошка, Коломан Мозер, Вів'єн Вествуд, Карл Лагерфельд тощо. На сьогодні серед викладацького складу працюють такі митці як Джудіт Айзлер, Ервін Вурм, Гартмут Еслінгер, Грег Лінн, Петер Вайбель та філософ Бурґгарт Шмідт.

## Сучасність
Станом на 2015 рік університет налічував близько 1800 студентів та 380 викладачів. Студенти представляють 70 країн, серед яких найбільше з Австрії (60%), країн Європи (25%) та інших країн світу (15%). Студенти регулярно беруть участь у виставках, перформансах, сценічних постановках ─ кількість таких заходів становить кілька сотень на рік.
До структури ВНЗ входять студія кераміки, палітурний цех, кілька майстерень, в яких відпрацьовують професійні навички майбутні фахівці з технології обробки тканин, металів, деревини.

## Видатні випускники
- Пола Стаут (1902–1984) — американська дизайнерка
- Ервін Вурм (1954) — австрійський художник, фотограф, режисер, скульптор
- Піпілотті Ріст[en] (1962) — швейцарська художниця
- Стефан Загмейстер (1962) — австрійський графічний дизайнер, типограф
- Лізбет Цвергер[en] (1954) — австрійська ілюстраторка